# Lionel Wafer
Lionel Wafer (1640-1705) est un boucanier gallois et corsaire anglais actif dans les années 1670 et 1680, avec un statut de chirurgien, qui a raconté ses aventures dans deux ouvrages très populaires : Nouveau voyage autour du monde, contenant une description très exacte de l'isthme d'Amérique et toute la Nouvelle-Espagne et Voyage de Guillaume Dampier, aux Terres Australes, à la nouvelle Hollande. 

## Histoire
Ces deux œuvres furent écrites avec son ami William Dampier, qu'il avait rencontré en 1680 à Carthagène et qu'il accompagna dans les expéditions de Bartholomew Sharp. Avec les écrits d'Alexandre-Olivier Exquemelin, Raveneau de Lussan et William Dampier, qui partagèrent la vie des pirates, corsaires et boucaniers des Amériques, ceux de Wafer constituent un témoignage précis sur cette époque.
Quand les flibustiers John Coxon et Sharp lancèrent un raid sur Panama Viejo et la mer du Sud (la côte Pacifique), William Dampier et Lionel Wafer furent les témoins directs de l’opération dont ils ont laissé des récits détaillés. Pour réaliser ce raid il fallait traverser l'isthme de Panama, où les flibustiers bénéficiaient de l’aide des indiens kunas en conflit depuis un siècle et demi avec les espagnols. Dans les années 1680 à 1688, selon Wafer, les flibustiers se retrouvaient chaque année au Rendez-vous de l'île d'Or pour traverser l'isthme et attaquer la côte pacifique.
En 1684, Wafer, blessé, fut débarqué sur les côtes du Panama, dans un lieu fréquenté par les indiens Kunas où il passa quatre mois avant d’être récupéré par ses compagnons.
En 1695, Lionel Wafer revint en Angleterre et publia A New Voyage and Description of the Isthmus of America, qui fut traduit onze ans plus tard en français. Le manuscrit à peine rédigé, l'écossais sir William Paterson le consulta  avant de lancer son expédition à Panama, le projet Darién.

## Les livres de Lionel Wafer
- Relation du naufrage d'une frégate espagnole, sur les côtes de la Nouvelle-Espagne, entre l'Isle del Cagno et le Port de la Caldera, Mer du Sud (1678)
- Nouveau voyage autour du monde, contenant une description très exacte de l'isthme d'Amérique et toute la Nouvelle-Espagne (1695, traduit en 1706 en français par Monsieur De Montirat)
- Voyage de Guillaume Dampier, aux Terres Australes, à la nouvelle Hollande (1711)

## Autres récits de pirates de l'époque
- Journal du voyage fait à la mer du Sud, avec les flibustiers de l'Amérique en 1684 et années suivantes
- Alexandre-Olivier Exquemelin
- Raveneau de Lussan
- William Dampier